# ワーウィック・ウォード
ワーウィック・ウォード（Warwick Ward、1891年12月3日 - 1967年12月9日）は、イギリスの俳優。

## 出演作品
- 密告
- ニーナ・ペトロヴナ
- パンチネロ

## 製作
- 偽れる結婚